# Ernst Hundt der Jüngere
Ernst Hundt (* 10. September 1877 in Calbe; † 27. April 1945 in Berlin) war ein deutscher Jurist im Kirchendienst.

## Leben
Hundt war Sohn des Pfarrers Ernst Hundt d. Ä. und seiner zweiten Frau Julia Riese. Er studierte an der Friedrichs-Universität Rechtswissenschaft und wurde 1897 Mitglied des Corps Neoborussia Halle. 1905 wurde er Konsistorialassessor, 1912 Konsistorialrat in Magdeburg. Von 1916 bis 1934 war er Geh. Konsistorialrat und Mitglied des altpreußischen Evangelischen Oberkirchenrats, dessen weltlicher Vizepräsident er 1929 wurde. 1933 wurde er stellvertretender Leiter der Deutschen Evangelischen Kirche. 1934 als Ministerialdirigent pensioniert, wurde er 1936 Domherr in Merseburg und Naumburg (Saale). 1938 wurde er Geschäftsführer der Arbeitskreise des Reichskirchenministers, 1939 Geschäftsführer des Geistlichen Vertrauensrats im Kirchenkampf. Die Theologische Fakultät der Friedrich-Wilhelms-Universität zu Berlin verlieh ihm am 24. Februar 1926 die Ehrendoktorwürde D. theol. h. c. Elf Tage vor der Kapitulation der Wehrmacht setzte er seinem Leben ein Ende.